# Curimbatá
O curimbatá é um peixe teleósteo caraciforme da família dos caracídeos, da subfamília dos proquilodontídeos, especialmente do gênero Prochilodus. Vive em todo o território brasileiro. Alimenta-se de vegetais e de lodo. Pode ser aproveitado para aquacultura.

## Características
Possui boca protáctil quando se projeta forma, juntos com os grandes lábios, um disco oral com seus pequenos e numerosos dentes (os quais não oferecem risco, pois mais parecem uma lixa) enfileirados que servem para a raspagem de perifíton e detritos (géru, 1977; bowen, 1983).
Assim como outros prochilodontídios, o curimatã realiza migrações com fins reprodutivos e essa atividade esta sincronizada com o aumento do nível das águas na época das enchentes. As fêmeas liberam ovócitos e os machos esperma em grandes quantidades, os óvulos serão fecundados e em seguida eclodirão as larvas, essas serão levadas pela correnteza até as planícies alagadas onde encontram-se grande quantidade de algas e invertebrados aquáticos que servirão de alimentos não só pra os prochilodontídios, mas para outras especies de peixes(goulding, 1980; winemmiller e jepsen, 1998).
É um peixe apreciado na pesca esportiva por sua força e capacidade de luta após fisgado. No entanto, não sendo um peixe carnívoro não pode ser pescado com iscas artificiais.

## Outros nomes e etimologia
O curimbatá também é chamado de papa-terra, curibatá, curimatá, curimatã, curimataú, curimba, curumbatá, crumatá, grumatá, grumatã e sacurimba.
"Curimbatá", "curibatá", "curimatá", "curimatã", "curimataú", "curimba", "curumbatá", "grumatá" e "grumatã" vêm do tupi kuruma'tá, e etimologicamente significa "curimã duro". "Papa-terra" é uma referência ao seu hábito de remexer a terra no fundo das lagoas que habita.

## Habitat e Distribuição
Ele é encontrado na Bacia amazônica, Tocantins-Araguaia, Prata, Parnaíba, Corumbataí e no São Francisco.A espécie também é encontrada nos açudes do nordeste.

O curimatã habita tanto fundo de lagos como margens de rios.